# David O'Keeffe
Pour les articles homonymes, voir O'Keefe.
David O'Keeffe, né le 17 octobre 1953 à Ennis est un juriste britannique, d'origine irlandaise. Il est professeur émérite de droit de l'Union européenne auprès de l'université de Londres. Il est Senior Counsel chez Dentons, un cabinet d’avocats multinational. Depuis 2008, il est président du tribunal de la fonction publique européenne établi à Florence.
Au cours de sa carrière, O'Keeffe a été assistant en droit européen et droit international public à l'université de Leyde (Pays-Bas] (1980-1984) et référendaire à la Cour de justice des Communautés européennes (1985-1990). Il a été professeur de droit européen et doyen de la faculté de droit de l'université de Durham (Royaume-Uni) (1990-1993), et ensuite il a été nommé professeur de droit européen et pro doyen de la faculté de droit à l'University College de Londres (1993-2004). Il a enseigné la même matière au Collège d'Europe situé à Bruges, en Belgique, et à Natolin (Varsovie) en Pologne (1993-2007).
O'Keeffe a également été conseiller en droit européen auprès de la Chambre des Lords ainsi que conseiller externe du Parlement européen et du Médiateur européen. Il a été membre du Groupe de Haut Niveau sur la libre circulation des personnes présidé par Mme Simone Veil,,.
De 1990 à 2004, il a été un conférencier assidu sur l'élargissement de l’UE dans les universités et autres organisations en Pologne, Roumanie, Slovénie et Slovaquie et dans d'autres pays candidats potentiels. Pour ces activités, il a été nommé Commandeur honoraire de l'Ordre de l'Empire Britannique (CBE) et a reçu d'autres distinctions de certains des pays concernés. Avec l'ambassadeur Nicholas Emiliou, il a organisé une importante conférence à Chypre sur l'adhésion de Chypre à l'UE.
David O'Keeffe a été cofondateur de la « European Foreign Affairs Review » (1996). Il a également été membre du comité de rédaction de « Common Market Law Review » (1985-2005).